# Nutrigénétique
La nutrigénétique vise à identifier comment les variations génétiques des organismes affectent les réponses aux nutriments. Cette information peut être appliquée pour améliorer la santé et prévenir ou traiter les maladies. Le but ultime de la nutrigénétique est d'offrir aux gens une nutrition personnalisée en fonction de leur patrimoine génétique.

## Bases scientifiques
En raison de mutations naturelles, les humains diffèrent par leur ADN, ce qui est appelé variation ou polymorphisme de l'ADN. Le type de polymorphisme de l'ADN le plus courant est le SNP (abréviation de « single nucleotide polymorphism » ou polymorphisme d'un seul nucléotide). Les SNP peuvent influencer la façon dont les individus absorbent, transportent, stockent ou métabolisent les nutriments. Ce phénomène peut déterminer des besoins différents en nutriments. Cette hypothèse forme la base de la nutrigénétique. De plus, les différences potentielles du métabolisme du corps humain peuvent induire un avantage en termes de sélection naturelle. Pour cette raison, par exemple, la capacité de digérer le lactose, le principal glucide du lait, également à l'âge adulte, s'est répandue dans les populations d'éleveurs de bovins. 

## Méthodes d'analyse nutrigénétique
L'identification du génotype est effectuée avec une analyse d'ADN à la suite d'une analyse de sang ou d'un frottis de joue. Une façon courante d'étudier les données génétiques est « l'approche du gène candidat » lorsqu'un gène à risque possible est identifié. Avec des expériences sur des cultures de cellules animales ou humaines, les scientifiques peuvent établir une corrélation positive ou négative entre l'expression de ce gène candidat et les aspects nutritionnels[5].
Une autre méthode est une étude d'association à l'échelle du génome qui mène également à l'identification de variantes génétiques pertinentes[3]. En particulier, les analyses nutritionnelles sont basées sur l'effet des composants nutritionnels sur le génome, le protéome, le métabolome et le transcriptome.

## Obésité
L'un des principaux objectifs des chercheurs en nutrigénétique est d'identifier les gènes qui rendent certaines personnes plus vulnérables à l'obésité et aux maladies liées à l'obésité. L'hypothèse du « gène économe » est un exemple de facteur nutrigénétique entrainant l'obésité. Le gène économe amène théoriquement ses porteurs à stocker des aliments riches en calories sous forme de graisse corporelle, ce qui est très probablement une protection contre la famine sélectionnée lors de l'évolution. Cependant, les « gènes économes » potentiels n'ont pas encore été identifiés. Les progrès futurs de la recherche en nutrigénétique pourraient éventuellement prouver l'existence de gènes économes et trouver des contre-effets afin de prévenir l'obésité et les maladies liées à l'obésité.

## Autres objectifs et perspectives
L'un des principaux objectifs de la nutrigénétique est de permettre aux diététiciens et aux médecins d'individualiser les recommandations en matière de santé et d'alimentation. Par conséquent, la médecine préventive, les diagnostics et les thérapies pourraient être optimisés.